# Мутноматерицьке сільське поселення
Мутноматери́цьке сільське поселення (рос. Мутноматерикское сельское поселение) — муніципальне утворення у складі Усінського міського округу Республіки Комі, Росія. Адміністративний центр — село Мутний Материк.

## Населення
Населення — 1560 осіб (2010; 1791 у 2002, 1872 у 1989).

## Склад
До складу поселення входять такі населені пункти:
| Населений пункт      | Населення, осіб (1989) | Населення, осіб (2002) | Населення, осіб (2010) |
| -------------------- | ---------------------- | ---------------------- | ---------------------- |
| Васькино, присілок   | 100                    | 86                     | 89                     |
| Денисовка, присілок  | 582                    | 548                    | 494                    |
| Мутний Материк, село | 1190                   | 1157                   | 977                    |